# Do hlubiny
Do hlubiny (v anglickém originále Into the Blue) je americký dobrodružný film z roku 2005. Vypráví o čtyřech mladých potápěčích, kteří najdou legendární vrak s pokladem, zapletou se však také do hry drogových dealerů. Ústřední čtveřici ztvárnili Paul Walker, Jessica Alba, Josh Brolin a Scott Caan. Snímek režíroval John Stockwell podle scénáře Matta Johnsona. 
Do amerických kin byl film uveden společností Columbia Pictures od 30. září 2005. V českém znění vyšel na DVD 12. dubna 2006 v distribuci společnosti Bontonfilm. O rok později, od 13. dubna 2007, jej uvedla televize HBO a od 4. dubna 2009 TV Nova.

## Děj
Příběh začíná za bouřné noci pádem malého letadla s nelegálním nákladem kokainu do moře poblíž bahamských.
Čtveřice mladých potápěčů tu mezitím šťastně najde potopený vrak španělské lodi Zefír s nákladem zlata, nemá však prostředky na jeho vyzvednutí, a tak si slíbí, že o nálezu zatím pomlčí, aby je nepředběhl bohatý a chamtivý lovec pokladů Bates (Josh Brolin). Jared se svou přítelkyní Sam (Paul Walker, resp. Jessica Alba) jsou odhodláni slib dodržet, ne však druhý pár, Bryce s Amandou (Scott Caan a Ashley Scottová). 
A protože kromě lodi našli také vrak letadla, nabídnou místnímu drogovému bossi Reyesovi (James Frain) možnost získat jeho kokain výměnou za prostředky, s jejichž pomocí by kromě nákladu letadla vyzvedli i náklad španělské galeony. Jenže to už si zahrávají s ohněm a celý byznys se může ošklivě zvrtnout. Na své si chce přijít také Bates, který je ochoten jít přes mrtvoly. Z honby za pokladem se tak stává boj o holý život, který v místních vodách komplikují i lidožraví žraloci.

## Postavy a obsazení
| Původní obsazení | Český dabing    | Postava                           |
| ---------------- | --------------- | --------------------------------- |
| Paul Walker      | Pavel Vondra    | Jared                             |
| Jessica Alba     | Jitka Ježková   | Sam, Jaredova přítelkyně          |
| Scott Caan       | Zbyšek Pantůček | Bryce, Jaredův parťák             |
| Ashley Scottová  | Lucie Svobodová | Amanda, Bryceova přítelkyně       |
| Josh Brolin      | Zdeněk Mahdal   | Bates, konkurenční hledač pokladů |
| James Frain      | Libor Terš      | Reyes, šéf drogových překupníků   |
| Tyson Beckford   | Bohdan Tůma     | Primo, majitel klubu              |

## Produkce
Natáčení filmu probíhalo mezi 15. lednem a 28. březnem 2004. Režisér film točil přímo na Bahamách, mimo jiné se skutečnými žraloky.

## Přijetí
Film s odhadovaným rozpočtem kolem 50 milionů dolarů utržil během premiérového víkendu v 2 789 amerických kinech asi 7 milionů dolarů, čímž se v návštěvnosti umístil na 5. příčce. Předstihla ho premiérovaná sci-fi Serenity s 10 miliony a tři reprízované snímky: thriller Tajemný let (14,8 mil.), animovaná Mrtvá nevěsta Tima Burtona (10 mil.) a drama Dějiny násilí (8,1 mil.). Celkově film vydělal na domácích tržbách 18,8 milionu dolarů a dalších 25,6 milionu na zahraničních trzích.
Ze 126 recenzí v agregátoru Rotten Tomatoes celkem 21 % film hodnotilo kladně, s průměrnými 4 z 10 bodů. Přes 326 tisíc uživatelů poskytlo celkové 57% hodnocení. Na serveru Metacritic získal z 28 recenzí 45% hodnocení. Čeští (a slovenští) uživatelé Česko-Slovenské filmové databáze jej ocenili 56 procenty.
Justin Chang z magazínu Variety napsal, že „postavy jsou stejně tenké (ploché) jako jejich plavky“. Vrcholná 15minutová násilná scéna je podle něj „až překvapivě barvitá na film přístupný od 13 let, avšak stále poměrně slabým vykoupením pro thriller jinak postrádající napětí“. Alba je po jeho soudu „herečka s větším nadáním, než jaké zde dostala příležitost projevit“, zatímco Walker je tu „ve svém živlu – v roli, která vyžaduje víc plavání než hraní“.

## Další film
O čtyři roky později vyšel rovnou na DVD film Do hlubiny 2, který tentokrát režíroval Stephen Herek. Nešlo o přímé dějové pokračování, spíše samostatný snímek s podobnými prvky. Ani z původního obsazení se v něm nikdo neobjevil, ústřední čtveřici tentokrát ztvárnili Chris Carmack, Laura Vandervoortová, Marsha Thomasonová a Michael Graziadei.